# 沃什珀尔
沃什珀尔，是匈牙利佐洛州所辖的一个村，总面积13.45平方公里，总人口391，人口密度29.1人/平方公里（2010年1月1日）。